# 小行星21399
小行星21399（21399 Bateman）是一颗绕太阳运转的小行星，为主小行星带小行星。该小行星于1998年3月20日发现。

## 轨道参数
小行星21399的轨道半长轴为2.2628849 UA，离心率为0.056。